# Dragomir Nikolić
Dragomir Nikolić (fl. XX secolo) è stato un allenatore di calcio jugoslavo.
Guidò la Nazionale iugoslava agli Europei del 1960 assieme a Ljubomir Lovrić e Aleksandar Tirnanić.